# Asendorf (Harburgi járás)
Asendorf település Németországban, azon belül Alsó-Szászország tartományban. Lakosainak száma 2132 fő (2023. december 31.).

## Népesség
A település népességének változása:
| Lakosok száma | 1924 | 1882 | 1939 | 1967 | 2082 | 2113 | 2132 |
|               | 2014 | 2016 | 2017 | 2019 | 2021 | 2022 | 2023 |